# Tea Sofia
Tea Sofia (* 2002), celým jménem Tea Sofia Zybartas, je česká popová zpěvačka, skladatelka a producentka se srbsko-litevskými kořeny. Skládá a zpívá primárně v angličtině, případně v srbštině. Již od vydání prvních nahrávek byla zmiňována jako jedna z nejnadějnějších českých zpěvaček. Nevydává v tradičních vydavatelstvích a snaží se udržet kontrolu nad výslednou podobou své tvorby.
Vydala dvě studiová alba a jedno EP. V roce 2022 byla součástí globální kampaně Spotify Equal.

## Život
Tea Sofia se narodila v Praze, její matka pochází ze Srbska, otec z Litvy. Od čtyř let hrála na klavír. Vystudovala marketing na Univerzitě Karlově, kterému dala přednost před konzervatoří i před psychologií.

## Hudební kariéra
Inspiraci nachází především v klasické hudbě, ale i R&B nebo soulu, mimo jiné u interpretů jako Lady Gaga, Adele nebo Amy Winehouse. Zásadními tématy její tvorby jsou láska a vztahy. Ačkoli se sama věnuje produkci, spolupracovala i s dalšími hudebními producenty – na prvních projektech s Bojanem Bojićem, později s LVCIFERem (vlastním jménem Lukáš Mutňanský).
Jejím prvním singlem se stala v roce 2019 píseň Pretend. Ve stejném roce následovalo EP Unwind.

### Stani
Album Stani (v překladu ze srbštiny jako „zastav se“ nebo „stůj“) vyšlo 8. listopadu 2020. Ještě před jeho vydáním Tea Sofia vyhrála v roce 2020 anketu Czeching Radia Wave, což jí zároveň vyneslo nominaci na evropský festival Eurosonic Noordeslag, který nakonec proběhl pouze online. Zároveň kvůli koronavirové pandemii, ale i vlastním pochybnostem téměř veřejně nevystupovala.
V následujících letech vydala několik singlů, ovšem kvůli vytížení školou a tvůrčímu vývoji další studiové album vyšlo až po pěti letech.

### Café Bar Sunset Love
Konceptuální album o vývoji jednoho vztahu Café Bar Sunset Love interpretka vydala 2. května 2025, symbolicky den po 1. máji, svátku zamilovaných. V chronologickém pořadí pojednává o vztahu od fáze zamilovanosti až po rozchod a končí novou životní etapou, přestože tak album původně nebylo zamýšleno.
Album bylo hodnoceno jako žánrově pestré, intimní, příběhové a vizuálně promyšlené. Vyzvihovány byly také autentické introspektivní texty a silný vokál. Sjednocujím prvkem desky je kromě vztahu i samotné prostředí baru, kde písně dle interpretky připomínají nápojové menu, a zároveň bar funguje jako prostor, kde se uchovávají vzpomínky. V písni The One hostuje brisko-francouzský rapper Chris Sam.